# 2021~2022년 남서인도양 사이클론
이 문서는 2021년부터 2022년까지 발생하는 남서인도양에 발생하는 사이클론에 대해 기록하고 있다.

## 통계

### 사이클론 이름
제1호 사이클론 애나(2201)
제2호 사이클론 밧시라이(2202)
제3호 사이클론 클리프(2203)
제4호 사이클론 두마코(2204)
제5호 사이클론 엠나티(2205)
제6호 사이클론 페질레(2206)
제7호 사이클론 버논(2207)
제8호 사이클론 (2208)
제9호 사이클론 곰베 (2209)
제10호 사이클론 할리마 (2210)
제11호 사이클론 잇사 (2211)
제12호 사이클론 재스민 (2212)
제13호 사이클론 카림 (2213)

## 같이 보기
- 2021년 태풍
- 2022년 태풍
- 2021년 북인도양 사이클론
- 2022년 북인도양 사이클론
- 2021년 동태평양 허리케인
- 2022년 동태평양 허리케인
- 2021년 북대서양 허리케인
- 2022년 북대서양 허리케인
- 2021~2022년 오스트레일리아 근해 사이클론
- 2021~2022년 남태평양 사이클론